# Cat in the Red Boots
『Cat in the Red Boots』（キャット・イン・ザ・レッドブーツ）は、戸田山雅司作、いのうえひでのり演出の演劇作品。劇団☆新感線NEXUS(ネクサス)シリーズ第2弾。
シャルル・ペローの童話『長靴を履いた猫』をベースに作られ、粉引き屋の青年と魔法で人間に姿を変えた猫とが繰り広げる冒険物語である。演出の各所にグリム童話やアンデルセン童話のモチーフも使用されている。

## 公演期間
- 2006年9月15日（金） - 28日（木） 20公演　東京グローブ座 （東京都新宿区）
- 2006年10月6日（金）- 9日（月） 6公演　大阪厚生年金会館　芸術ホール（大阪市）

## スタッフ
- 作：戸田山雅司
- 演出：いのうえひでのり

- 音楽：岡崎司
- 美術：池田ともゆき
- 照明：飯泉淳
- 振付：川崎悦子
- 衣装：竹田団吾
- 音響：井上哲司
- 音効：末谷あずさ・大木裕介
- 音楽部：右近健一
- ヘア＆メイク：宮内宏明
- 殺陣：田尻茂一・川原正嗣・前田悟
- アクション監督：川原正嗣
- 小道具：高橋岳蔵
- 特殊効果：南義明
- 舞台監督：富田聡
- 宣伝美術：ATG unlimited （オクダサトシ、藤里一郎、中田亘哉）

- 製作：柴原智子
- エグゼクティブプロデューサー：細川展裕
- 企画制作：劇団☆新感線　ヴィレッヂ
- 主催：ヴィレッヂ（東京公演）関西テレビ、キョードー大阪（大阪公演）

## キャスト
- トーマ：生田斗真
- トーマ（幼少期）: 夏目卓実
- ネコ[ノラ]：松本まりか
- グレーテル姫：すほうれいこ
- ハリー･堀田：粟根まこと
- ロン･太秦：市川しんぺー
- マオ：梶原善
- グリム大臣：右近健一
- アンデルセン王：逆木圭一郎
- ヘンゼル王子：河野まさと
- レッドフード校長：村木よし子
- ヴィルヘルム：インディ高橋
- ラプンツェル妃：山本カナコ
- ヤーコブ：磯野慎吾
- ドラッグ：吉田メタル
- ハーマイ･鬼塚：中谷さとみ
- イソッブ大臣：村木仁
- トーマの父: 小市慢太郎